# Ulota viridis
Ulota viridis är en bladmossart som beskrevs av Venturi in Brotherus 1893. Ulota viridis ingår i släktet ulotor, och familjen Orthotrichaceae. Inga underarter finns listade i Catalogue of Life.